# Slapp Happy
Gli Slapp Happy sono stati un gruppo art rock formatosi ad Amburgo nel 1972, che ha operato fino alla fine degli anni settanta e, più sporadicamente, negli anni ottanta e novanta.

## In Germania
Anthony Moore è un compositore sperimentale inglese la cui carriera prende piede a Letchworth, in Inghilterra, dove conosce Peter Blegvad, musicista e fumettista newyorchese, con cui collabora in diverse formazioni seminali. Dopo la scuola, studia musica indiana con Viram Jasani e ha modo di comporre la colonna sonora del film Mare's tale di David Larcher. Nel 1971, si trasferisce ad Amburgo, dove inizia a collaborare con la scena musicale locale. Ricco di queste esperienze, pubblica due album minimalisti per la Polydor tedesca (Pieces from the Cloudland Ballroom del 1971 e Reed Whistle and Sticks del 1972). Allorché l'etichetta gli rifiuta un terzo album perché troppo poco commerciale, Moore propone un nuovo progetto a base pop ma dai risvolti insospettabilmente art. A tale scopo, ricontatta Blegvad, in visita in Europa. I due, insieme alla fidanzata tedesca di Moore, la cantante Dagmar Krause, proveniente dal gruppo City Preachers, formano gli Slapp Happy. Il nome sembra provenire dal soprannome che Blegvad aveva affibbiato ad una sua fidanzata dei tempi di Letchworth (slapp happy, in inglese, significa "folle di gioia", "felice come un pazzo"). Il loro rock naïf, attestato in un formato stabile fin dalle prime incisioni, si ispira alla pittura del doganiere Rousseau.
Il primo album, Sort Of, viene inciso con l'ausilio del gruppo tedesco dei Faust. L'album presenta un repertorio di bislacche e gustose rivisitazioni del pop rock dell'epoca. La trasfigurazione del genere va dalle delicate e pensose I'm All Alone, Who's Gonna Help Me Now?, Small Hands Of Stone, Blue Flower e Little Girls World (che fa riferimento ad un patinato mondo di pedofilia), alle nervose ed elettriche Paradise Express, Tutankhamun, I Got Evil e Mono Plane, fino alla raffinatissima Heading for Kyoto. L'insieme di chitarra, batteria, basso, sax e, soprattutto, l'incredibile professionalità della voce di Dagmar Krause (che più in là coronerà la propria fama di interprete di Eisler e Weill), introducono l'ascoltatore in una musica senza tempo, che strizza l'occhio tanto agli USA dei primi del XX secolo (come sarà poi più evidente nelle collaborazioni con gli Henry Cow), quanto all'art rock inglese più avanguardista. Il pop degli Slapp Happy non è che un pretesto per dare sfogo alle idiosincrasie compositive di Blegvad e Moore.
Il rifiuto della band di esibirsi in tour decreta il fallimento commerciale dell'iniziativa. Ciononostante, la Polydor acconsente a stampare un secondo album: quando gli artisti presentano, nel 1973, Casablanca Moon (registrato anch'esso con i Faust come band di supporto), l'etichetta lo rifiuta.

## In Inghilterra

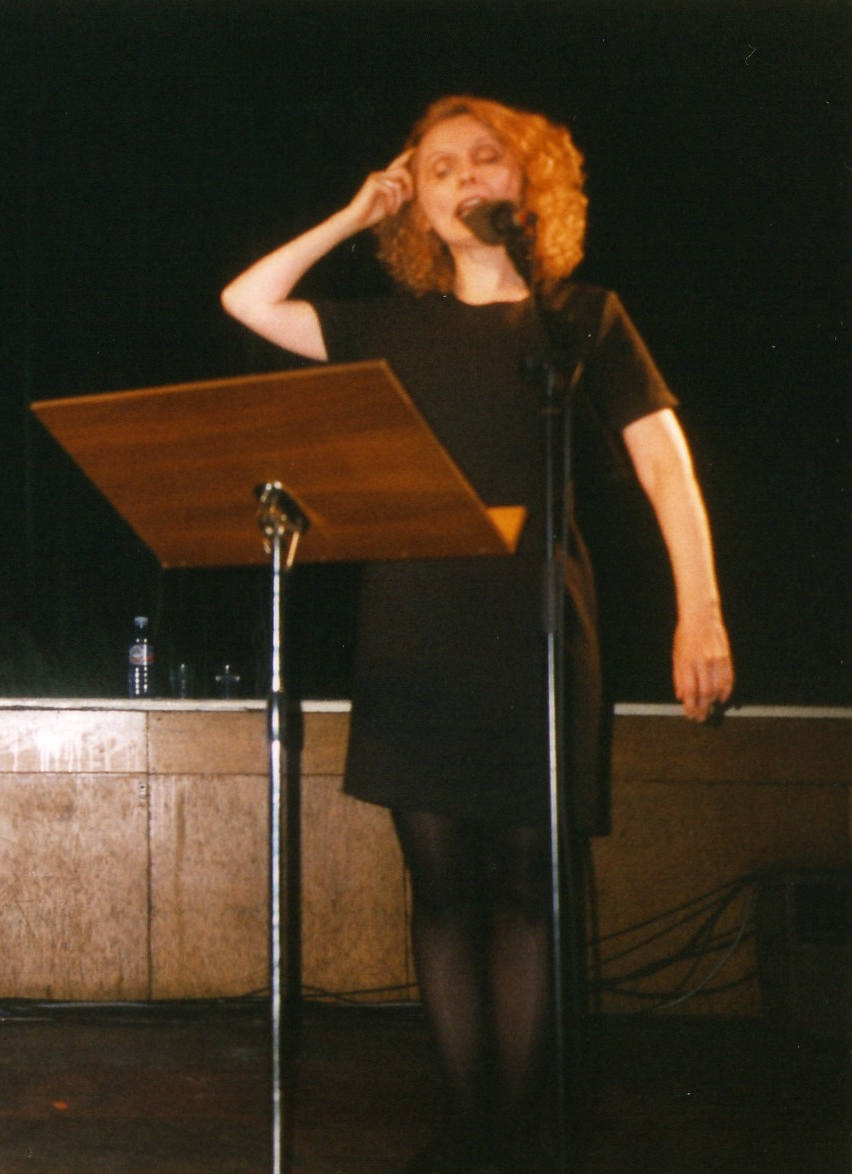
Dagmar Krause in un'esibizione al London Musicians Collective Festival di Londra (1997)

Il gruppo dirotta, a questo punto, sulla Virgin, trasferendosi a Londra. È nello stesso periodo che per l'etichetta inglese firmano i Faust e gli Henry Cow.
È ai Manor Studios nell'Oxfordshire che il gruppo riregistra del tutto Casablanca moon, con l'aiuto di turnisti diretti dal violinista Graham Preskett. L'album viene pubblicato omonimo nel 1974. Le canzoni risultano più sofisticate che nel precedente Sort Of: la loro eccentricità mostra con decisione l'ambivalenza del gruppo nei confronti della musica pop. Casablanca moon e Tubular Bells di Mike Oldfield rappresentano due importanti successi commerciali per la Virgin nel 1974 e ciò comporta per l'etichetta la possibilità di finanziare iniziative non commerciali.
Sarà solo nel 1980 che l'etichetta Recommended pubblica l'originario Casablanca Moon (quello inciso con i Faust), con il titolo Acnalbasac noom. Mentre Acnalbasac Noom presenta un arrangiamento alquanto grezzo, Casablanca Moon tende ad essere più sentimentale e "sognante", con arrangiamenti più complessi che includono l'utilizzo degli archi. I fan del gruppo dibattono ancora su quale sia l'edizione migliore.
Non è facile individuare i pezzi forti di Casablanca moon, data l'omogeneità dell'album e l'altissimo standard qualitativo. Spiccano, forse, la delicatissima Half way there, la sprizzante Michaelangelo, il classico The secret (Blegvad scriverà nel 1993 di averla sentita fischiettare, quasi vent'anni dopo, da uno sconosciuto intento a docciarsi al New York City Health Club), la pirotecnica Haiku.

## Con gli Henry Cow

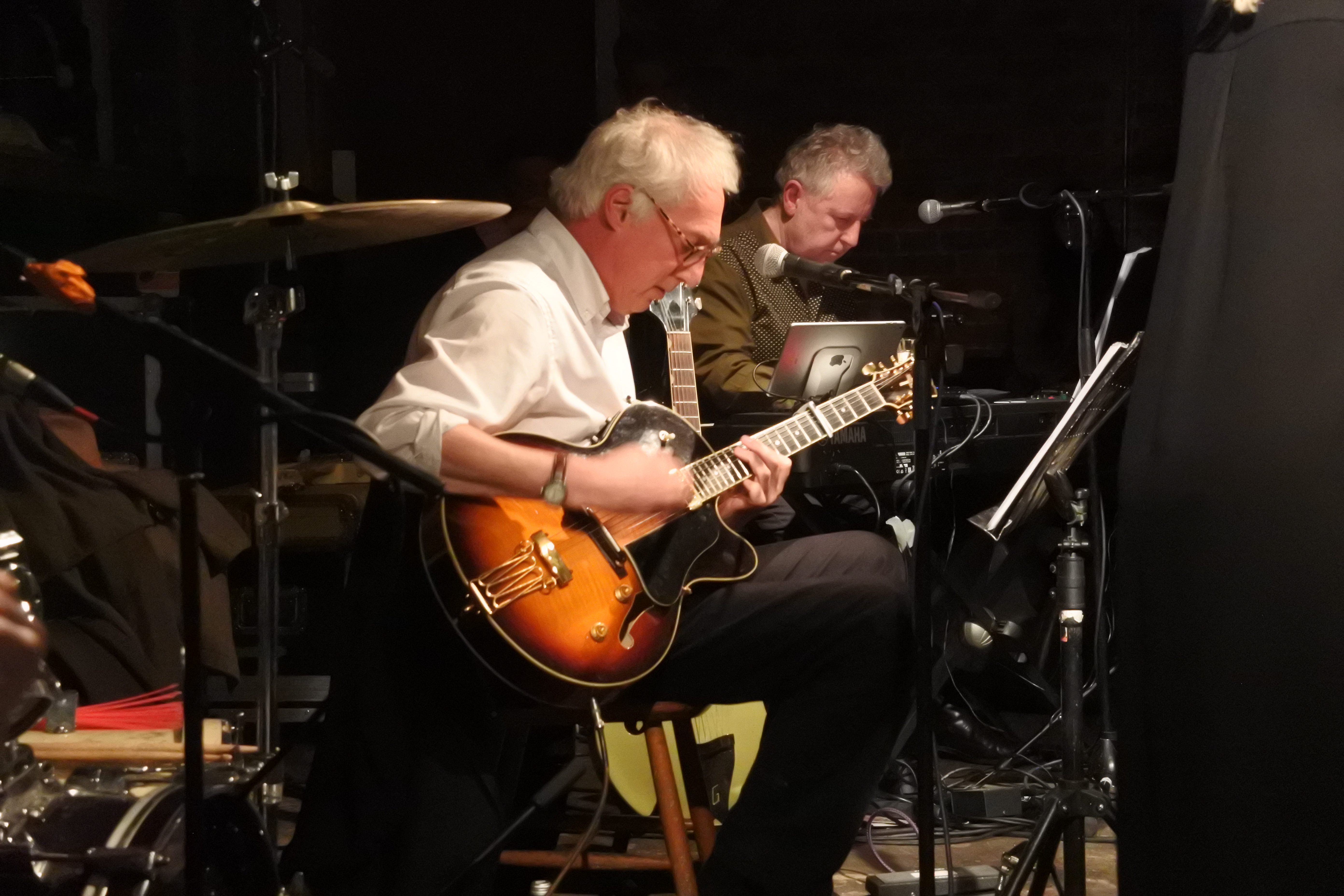
Peter Blegvad e Anthony Moore (dietro) nel 2017.

È a questo punto che i destini degli Slapp Happy si incontrano con quelli degli Henry Cow, formazione sperimentale inglese sorta nel 1968 per iniziativa del chitarrista Fred Frith e del fiatista e tastierista Tim Hodgkinson. Il 25 giugno del 1974, gli Slapp Happy hanno la possibilità di partecipare allo show radiofonico della BBC Top Gear. A questo scopo, incidono A Little Something (tratta da Casablanca Moon, dove era stata incisa con l'utilizzo di un marranzano) insieme ad alcuni membri degli Henry Cow (Geoff Leigh, Fred Frith e Lindsay Cooper) e a Robert Wyatt. Questa compagine viene battezzata Slapp Happy & Friends: A Little Something viene mandata in onda il 16 luglio del 1974 (verrà poi pubblicata nella compilation di Wyatt, Flotsam Jetsam, del 1994).
Nel novembre del 1974, gli Slapp Happy invitano gli Henry Cow a partecipare al loro nuovo album. La fusione risulta così fluida che i due gruppi, di fatto, si fondono e Desperate Straights esce sotto il nome di Slapp Happy/Henry Cow. Il successo della fusione non era certo facile da prevedere, se si pensa allo scontro tra due concezioni musicali che, pur affini per sensibilità sonora, partivano da retroterra culturali alquanto differenti: l'avanguardia musicale degli Henry Cow è politicamente impegnata e fortemente orientata a sinistra, risulta a volte "seriosa" e "difficile", soprattutto a confronto con lo spensierato (almeno in apparenza) pop nostalgico degli Slapp Happy. Il risultato finale compone bene i dissidi sonori di partenza, soprattutto per la mediazione della Krause, la cui voce risulta ideale anche per le composizioni espressioniste degli Henry Cow. La musica da cabaret berlinese sembra un punto di commistione insuperabile.
Già nel brano d'apertura (Some Questions about Hats) si intravedono i nuovi orizzonti del neonato gruppo. Altri capolavori dell'album sono la bizzarra A Worm is at Work, la pastorale Europa, l'epica Riding Tigers, la solenne Giants, la ruvida Extract from 'The Messiah' (liberamente tratta da Händel), la bislacca e ciondolante Strayed, oltre ad una delle poche composizioni originali della Krause (In the Sickbay).
A questo punto, gli Slapp Happy ricambiano il favore e fanno da band di supporto agli Henry Cow per l'album In Praise of Learning (stavolta a nome Henry Cow/Slapp Happy). L'unico reale contributo degli Slapp Happy (a parte il canto della Krause) è la canzone War, che asseconda adeguatamente l'aggressiva temperie politica che l'album esprime. Le differenze e le frizioni alla fine però prevalgono e il sodalizio si interrompe: nell'aprile del 1975 Anthony Moore e Peter Blegvad abbandonano il progetto, convinti che la musica degli Henry Cow sia troppo seriosa (e politica) per i loro gusti. Dagmar Krause, d'altro canto, resta: gli Henry Cow hanno bisogno di una cantante per puntellare il proprio sound. Ciò significa, però, la fine degli Slapp Happy come gruppo.

## Dagli anni ottanta a oggi
Nel 1982, il trio si ricostituisce per incidere un nuovo singolo (Everybody's slimmin', prodotto dall'etichetta del gruppo, la Half Cat, il cui logo non può non far pensare a Roland Topor) e, l'anno dopo, per un'esibizione (la prima della loro storia) all'ICA (Institute of Contemporary Arts) di Londra. I tre tornano successivamente insieme nel 1991 per Camera, opera'televisiva commissionata dal Channel four della BBC e mandata in onda nel 1993. La colonna sonora di Camera viene pubblicata in CD solo nel 2000, accreditata ai tre singoli artisti e non al gruppo. Nel 1998, all'ennesima reunion dell'anno precedente segue un altro album, Ça Va, per l'etichetta V2 di Richard Branson.
Gli Slapp Happy risultano molto popolari in Giappone, tanto che vanno lì ad esibirsi in tour nel 2000, senza il supporto di altri musicisti, e il CD Live in Japan che ritrae le loro performance nipponiche viene pubblicato nel 2001 solo in Giappone.

## Discografia
- 1972 - Sort Of
- 1974 - Slapp Happy
- 1975 - Desperate Straights
- 1975 - In Praise of Learning
- 1980 - Acnalbasac Noom
- 1998 - Ça Va
- 2000 - Camera
- 2001 - Live in Japan